# Волочанин
«Волочанин» — российский футбольный клуб из города Вышний Волочёк. Основан в 1989 году. С 1991 по 2012 год выступал на профессиональном уровне.

## Прежние названия
- 1989—1998 — «Волочанин»
- 1999—2002 — «Волочанин-89»
- 2002—2014 — «Волочанин-Ратмир»
- с 2016 — «Волочанин»

## История
В 1910 году при фабрике Рябушинских был открыт кружок любителей спорта и при нём организована первая в Вышнем Волочке футбольная команда. В это время на текстильных фабриках работало много служащих-англичан. Примерно к этому периоду относится появление футбольных команд в Орехово-Зуево и других текстильных городах Подмосковья. Быстро завоевала популярность новая спортивная игра и в Вышнем Волочке — в 1912 году в городе насчитывалось уже 11 официально зарегистрированных команд.
В 1988 году команда «Авангард» (коллектив физкультуры прядильно-ткацкой фабрики «Пролетарский авангард») дебютировала в зоне «Центр» первенства РСФСР. Осенью 1988 года тренер «Авангарда» Александр Семенов и председатель городского спорткомитета Олег Константинов вышли с предложением о создании в городе футбольного клуба. 22 декабря 1988 года председатель исполкома городского совета Олег Киселев подписал решение о создании футбольного клуба «Волочанин». Заявлен клуб был как «Авангард», потому что всю зиму решались многочисленные организационные вопросы, финансирование шло только от фабрики. С середины сезона стал помогать город, а также ещё три городских предприятия — МДОК, завод имени 9-го Января и фабрика «Парижская коммуна».
Перед началом сезона-89 состоялось собрание команды, на котором многие игроки должны были определиться с выбором: или стать профессиональными футболистами, или работать на производстве, а в футбол играть на любительском уровне в городских турнирах. В итоге в апреле 1989 года «Авангард» стал базовой командой для футбольного клуба «Волочанин», который стартовал в турнире «Футбол России». На своем поле «Волочанин» проиграл лишь один матч — «Рекорду» из Александрова (2:3). Матчи проходили на стадионе «Спартак». Большинство футболистов были местные. Вернулись в родной город из тверской «Волги» опытный Сергей Космаков, отыгравший там девять лет, Судницын, Мамотин, Зимин и Варзонин. «Волочанин» занял третье место из тринадцати команд в зоне «Центр».
В следующем году «Волочанин» вновь принял участие в турнире «Футбол России», на этот раз в зоне «Север». Перед командой была поставлена цель — победа в зоне, успешное выступление в финальном турнире и путевка во вторую лигу первенства СССР. Задача была выполнена (1-е место в зональном турнире и 3-е — в финальном).
Сначала клуб назывался просто «Волочанин», с этим названием клуб становился победителем зоны «Север» и дважды — третьим призёром зоны «Центр» турнира «Футбол России». С 1991 года клуб стал участником Первенства СССР во Второй низшей лиге, а с 1992 года — Первенства России среди команд мастеров во второй (1992, 1993, 1998—2011/12) и третьей лигах (1994—1997). В 1999 году клуб сменил название, добавив в окончание приставку число «89», через четыре года клуб изменил его на «Волочанин-Ратмир», объединившись с ФК «Ратмир» (Тверь), выигравшим в 2002 году Первенство «Золотого Кольца» в III дивизионе. В 2000—2003 годах был единственным представителем Тверской области в профессиональном футболе. Президентом клуба являлся мэр Вышнего Волочка Марк Хасаинов.
С 2012 года потерял статус профессионального клуба. В сезоне 2012/13, проходившем во второй половине 2012 года, «Волочанин-Ратмир» выступил в Первенстве «Золотого кольца» (III дивизион), заняв 8-е место из 15. В дальнейшем «Волочанин» был воссоздан из второй (молодёжной) команды («Волочанин-2»), участвовал в соревнованиях регионального уровня. В 2018 году занял 2-е место в чемпионате Тверской области и дошёл до финала Кубка области, где уступил команде «Верхневолжье» из Калининского района — 1:2. В 2016 году выиграл Суперкубок Тверской области. В 2020 году выиграл чемпионат и кубок Тверской области.
В 2021 году — в числе участников Первенства III дивизиона, зона «Золотое кольцо».

## Достижения
- В чемпионате СССР (единственный сезон) — 21-е место в зональном турнире второй низшей лиги: 1991
- Высшее достижение в чемпионатах России — 3-е место в зональном турнире второго дивизиона: 2001

Рекорды
- Самая крупная победа — 7:0 (над «Псков-747» — 2010)
- Самое крупное поражение — 0:6 (от «Балтики» — 1992, «Торпедо-Виктории» — 1997, смоленского «Днепра» и ивановского «Текстильщика» — оба в 2011)

## Результаты выступлений
| Сезон | Этап             | Этап           | Место   | И  | В  | Н | П | Мячи  | О  | Примечания     |
| ----- | ---------------- | -------------- | ------- | -- | -- | - | - | ----- | -- | -------------- |
| 1989  | зона «Центр»     | зона «Центр»   | 3 из 13 | 24 | 13 | 4 | 7 | 40-28 | 30 |                |
| 1990  | зона «Север»     | зона «Север»   | 1 из 10 | 18 | 16 | 1 | 1 | 53-9  | 33 |                |
| 1990  | Финальный турнир | подгруппа «Б»  | 3 из 9  | 2  | 2  | 0 | 0 | 7-2   | 4  | 1-е место из 3 |
| 1990  | Финальный турнир | за 1—6-е места | 3 из 9  | 4  | 1  | 1 | 2 | 5-7   | 3  | 3-е место      |
| 1990  | Комментарий: 1.  |                |         |    |    |   |   |       |    |                |

| Сезон   | Первенство                    | Первенство | Первенство | Первенство | Первенство | Первенство | Первенство | Первенство | Первенство | Первенство | Кубок  | Кубок  | Примечания                                     |
| Сезон   | Лига/дивизион                 | Уровень    | Место      | И          | В          | Н          | П          | Мячи       | О          | страна     | страна | стадия | Примечания                                     |
| ------- | ----------------------------- | ---------- | ---------- | ---------- | ---------- | ---------- | ---------- | ---------- | ---------- | ---------- | ------ | ------ | ---------------------------------------------- |
| 1991    | Вторая низшая лига, зона 6    | 4          | 21 из 22   | 42         | 7          | 9          | 26         | 22-67      | 23         | СССР       | СССР   | —      | Распад СССР. Переход во вторую российскую лигу |
| 1992    | Вторая лига, зона 4           | 3          | 20 из 20   | 38         | 4          | 7          | 27         | 26-84      | 15         | Россия     | Россия | 1/128  |                                                |
| 1993    | Вторая лига, зона 5           | 3          | 14 из 16   | 30         | 9          | 1          | 20         | 38-55      | 19         | Россия     | Россия | 1/128  | Переход в третью лигу                          |
| 1994    | Третья лига, зона 4           | 4          | 7 из 13    | 24         | 9          | 7          | 8          | 26-30      | 25         | Россия     | Россия | —      |                                                |
| 1995    | Третья лига, зона 4           | 4          | 10 из 13   | 24         | 7          | 4          | 13         | 22-34      | 25         | Россия     | Россия | 1/128  |                                                |
| 1996    | Третья лига, зона 4           | 4          | 16 из 16   | 30         | 6          | 4          | 20         | 19-59      | 22         | Россия     | Россия | 1/256  |                                                |
| 1997    | Третья лига, зона 4           | 4          | 10 из 19   | 36         | 14         | 8          | 14         | 33-40      | 50         | Россия     | Россия | 1/64   | Переход во второй дивизион                     |
| 1998    | Второй дивизион, зона «Запад» | 3          | 14 из 21   | 40         | 11         | 13         | 16         | 39-64      | 46         | Россия     | Россия | 1/128  |                                                |
| 1999    | Второй дивизион, зона «Запад» | 3          | 7 из 20    | 38         | 17         | 10         | 11         | 46-35      | 61         | Россия     | Россия | 1/256  |                                                |
| 2000    | Второй дивизион, зона «Запад» | 3          | 6 из 19    | 36         | 16         | 9          | 11         | 36-28      | 57         | Россия     | Россия | 1/256  |                                                |
| 2001    | Второй дивизион, зона «Запад» | 3          | 3 из 20    | 38         | 20         | 12         | 6          | 45-21      | 72         | Россия     | Россия | 1/256  |                                                |
| 2002    | Второй дивизион, зона «Запад» | 3          | 12 из 20   | 38         | 15         | 10         | 11         | 42-36      | 55         | Россия     | Россия | 1/256  |                                                |
| 2003    | Второй дивизион, зона «Запад» | 3          | 4 из 19    | 36         | 16         | 9          | 11         | 36-28      | 57         | Россия     | Россия | 1/128  |                                                |
| 2004    | Второй дивизион, зона «Запад» | 3          | 6 из 17    | 32         | 14         | 11         | 7          | 41-22      | 53         | Россия     | Россия | 1/128  |                                                |
| 2005    | Второй дивизион, зона «Запад» | 3          | 4 из 17    | 32         | 16         | 7          | 9          | 34-19      | 55         | Россия     | Россия | 1/256  |                                                |
| 2006    | Второй дивизион, зона «Запад» | 3          | 9 из 18    | 34         | 13         | 12         | 9          | 34-26      | 51         | Россия     | Россия | 1/128  |                                                |
| 2007    | Второй дивизион, зона «Запад» | 3          | 10 из 16   | 30         | 9          | 9          | 12         | 32-42      | 36         | Россия     | Россия | 1/64   |                                                |
| 2008    | Второй дивизион, зона «Запад» | 3          | 13 из 19   | 36         | 10         | 10         | 16         | 32-46      | 40         | Россия     | Россия | 1/64   |                                                |
| 2009    | Второй дивизион, зона «Запад» | 3          | 9 из 19    | 36         | 12         | 16         | 8          | 52-38      | 52         | Россия     | Россия | 1/256  |                                                |
| 2010    | Второй дивизион, зона «Запад» | 3          | 7 из 17    | 32         | 14         | 4          | 14         | 41-42      | 46         | Россия     | Россия | 1/256  |                                                |
| 2011/12 | Второй дивизион, зона «Запад» | 3          | 16 из 16   | 45         | 4          | 8          | 33         | 26-89      | 20         | Россия     | Россия | 1/256  | Потеря профессионального статуса               |

| Сезон | Этап                  | Место    | И  | В | Н | П  | Мячи  | О  | Примечания              |
| ----- | --------------------- | -------- | -- | - | - | -- | ----- | -- | ----------------------- |
| 2012  | зона «Золотое кольцо» | 8 из 15  | 14 | 6 | 2 | 6  | 26-25 | 20 |                         |
|       |                       |          |    |   |   |    |       |    |                         |
| 2021  | зона «Золотое кольцо» | 10 из 12 | 22 | 7 | 3 | 12 | 19-44 | 24 | Выход в полуфинал кубка |